# FOREVER DREAM (反町隆史の曲)
『FOREVER DREAM』（フォーエヴァー・ドリーム）は、反町隆史2枚目のシングル。1997年12月19日に発売。発売元はマーキュリー・ミュージックエンタテインメント。

## 解説
反町24歳の誕生日に「Takashi Sorimachi 24th Birthday Anniversary Maxi Single」として発売。アルバム『メッセージ』収録曲2曲のリミックスと新曲1曲を収録。上述の通りシングルとして発表したが、オリコンチャートではアルバム扱いとなった。1997年12月29日付売上をシングル・チャートに換算すると最高位12位を記録する。

## 収録曲
1. Forever （WINTER VERSION）
2. メッセージ （SILENT VERSION）
3. 二人きりの場所（新曲）